# José Júlio Andrade dos Santos
José Júlio Andrade dos Santos ou apenas José Júlio (Lisboa 1916 — 1963) foi um pintor português.

## Biografia / Obra

Paisagem, 1958, óleo sobre tela, 60 cm x 81 cm

Filho de um músico (executante de trombone), José Júlio dedicou-se também à música. Licenciou-se em Matemática e Ciência Geofísica na Faculdade de Ciências de Lisboa. Foi professor de matemática e de desenho no Liceu Francês Charles Lepierre, Lisboa.
Expôs pela primeira vez individualmente em 1951, na Sociedade Nacional de Belas Artes, tendo realizado 10 mostras individuais. Participou em importantes exposições coletivas, de onde podem destacar-se: Exposições Gerais de Artes Plásticas, SNBA (até 1956); 2.ª e 4.ª Bienal de São Paulo, Brasil; I e II Exposições de Artes Plásticas da Fundação Calouste Gulbenkian, SNBA, Lisboa (1957, 1961); etc..
Embora autodidata, "não se trata de um amador, a não ser naquela dimensão em que a enorme maioria dos seus companheiros de geração o foram, na necessidade de uma profissão que lhes assegurasse o sustento, trata-se de um artista do seu tempo vivendo intensamente as décadas de 40 a 60, entre 48 quando começa a dedicar-se à pintura e 63 data da sua morte prematura".
Dedicou-se também à gravura, tendo participado na criação da Gravura – Sociedade Cooperativa de Gravadores Portugueses. Foi membro dos corpos directivos da Sociedade Nacional de Belas Artes.

A cidade branca, óleo, 65 cm x 87 cm

"Pintor e gravador [...] da simpatia neo-realista, situa-se um tanto à parte [desta corrente], numa linha que, por cultura intelectual (foi entusiasta divulgador da arte moderna em conferências, escritos e exposições didáticas), foi do expressionismo vangogesco, praticado cerca de 50, através de Cézanne, até às fronteiras formais da não figuração".
Segundo Alexandre Pomar, a sua obra revela um continuado "interesse pela paisagem, as atmosferas e profundidades espaciais, as formas recortadas de árvores e velas de barcos, que foram temas ou pretextos persistentes, mantendo a sensibilidade ao espectáculo do mundo mesmo através das experiências abstraccionistas e na «figuração diluída», como se dizia. [...] Aquela referencialidade paisagística identifica-se, num primeiro tempo, com a referência directa aos pioneiros da expressão moderna, em pinturas onde interpreta lições de Cézanne, Van Gogh, Picasso e Braque". A "geometrização das formas" evolui depois num quadro de referências diverso, marcado pela influência da Escola de Paris "que pelo final da década parece desembocar numa opção não-figurativa".
Está representado em coleções, públicas e privadas, entre as quais: Museu do Abade de Baçal, Bragança; Museu do Chiado, Lisboa; CAM, Fundação Calouste Gulbenkian, Lisboa; etc..
A Sociedade Nacional de Belas Artes apresentou uma retrospetiva da sua obra em 2002. Em 2013, a Casa da Achada – Centro Mário Dionísio, Lisboa, organizou a mostra José Júlio – pintura e gravura.